# Castel Friedburg
Il castello Friedburg è un atipico castello, che sorge presso Colma, nei pressi di Ponte Gardena, nella Valle Isarco altoatesina.
Il castello fu eretto dal duca Sigismondo d'Austria, nel 1483.
Il castello di Colma era una stazione doganale fino al 1829, dove iniziava la Kuntersweg, la strada imperiale che nel Medioevo arrivava fino a Bolzano.
Il castello presenta un particolare colore delle murature, cioè una scacchiera biancorossa.
Da visitare sono le sale con gli arredi signorili.